# Svínáir
Svínáir [ˈsvʊinˌɔaɪɹ] és una localitat situada a la costa oest de l'illa d'Eysturoy, a les illes Fèroe. Forma part del municipi d'Eiði. El 2021 tenia una població total de 43 habitants.
La localitat està situada a la costa oest de l'illa d'Eusturoy, la riba de l'estret de Sundini que separa Eysturoy de Streymoy. A pocs quilòmetres al sud hi ha la localitat de Norðskáli i el pont Streymin, que creua el Sundini. El riu Markrá creua pel sud del poble.
Svínáir va ser fundat el 1840. Actualment està dividit en dues parts: una de més recent, construïda a la dècada de 1980 al nord, anomenada "á Svínánesið", i la part antiga del segle xix al sud. Entre aquestes dues parts hi ha tres cases, anomenades "Í bøðnum".
Jógvan Poulsen (1854–1941), professor, escriptor i polític pel Partit Unionista feroès, va néixer a Svínáir.